# Pont de Sèvres
Le pont de Sèvres est un pont métallique routier mis en service en France en 1963. Enjambant la Seine entre Boulogne-Billancourt et Sèvres, dans le département des Hauts-de-Seine, il joint l'avenue du Général-Leclerc à la Grande-Rue. Il franchit également deux routes départementales et une ligne de tramway.
Le pont a donné son nom à une station de métro, une ancienne gare de la ligne des Moulineaux et une gare routière, ainsi qu'au quartier du Pont de Sèvres à Boulogne-Billancourt.

## Historique
Le premier pont de Sèvres, construit en 1684 sur décision de Louis XIV afin de faciliter les déplacements entre Paris et Versailles, se trouvait à l'extrémité avale de l'Île Seguin et était construit en bois. La rue de Boulogne-Billancourt nommée rue du Vieux-Pont-de-Sèvres rappelle cet ancien pont.
Au début du XIXe siècle, il était devenu vétuste et Napoléon Ier le fait remplacer par un pont en maçonnerie, dont la construction débute en 1808 sous la direction des ingénieurs Jean Joseph Pierre Vigoureux et Corneille Lamandé. Endommagé lors des combats des Cent-Jours, ce pont n'est achevé qu'en 1820. Il se trouvait à l'emplacement de l'ouvrage actuel.

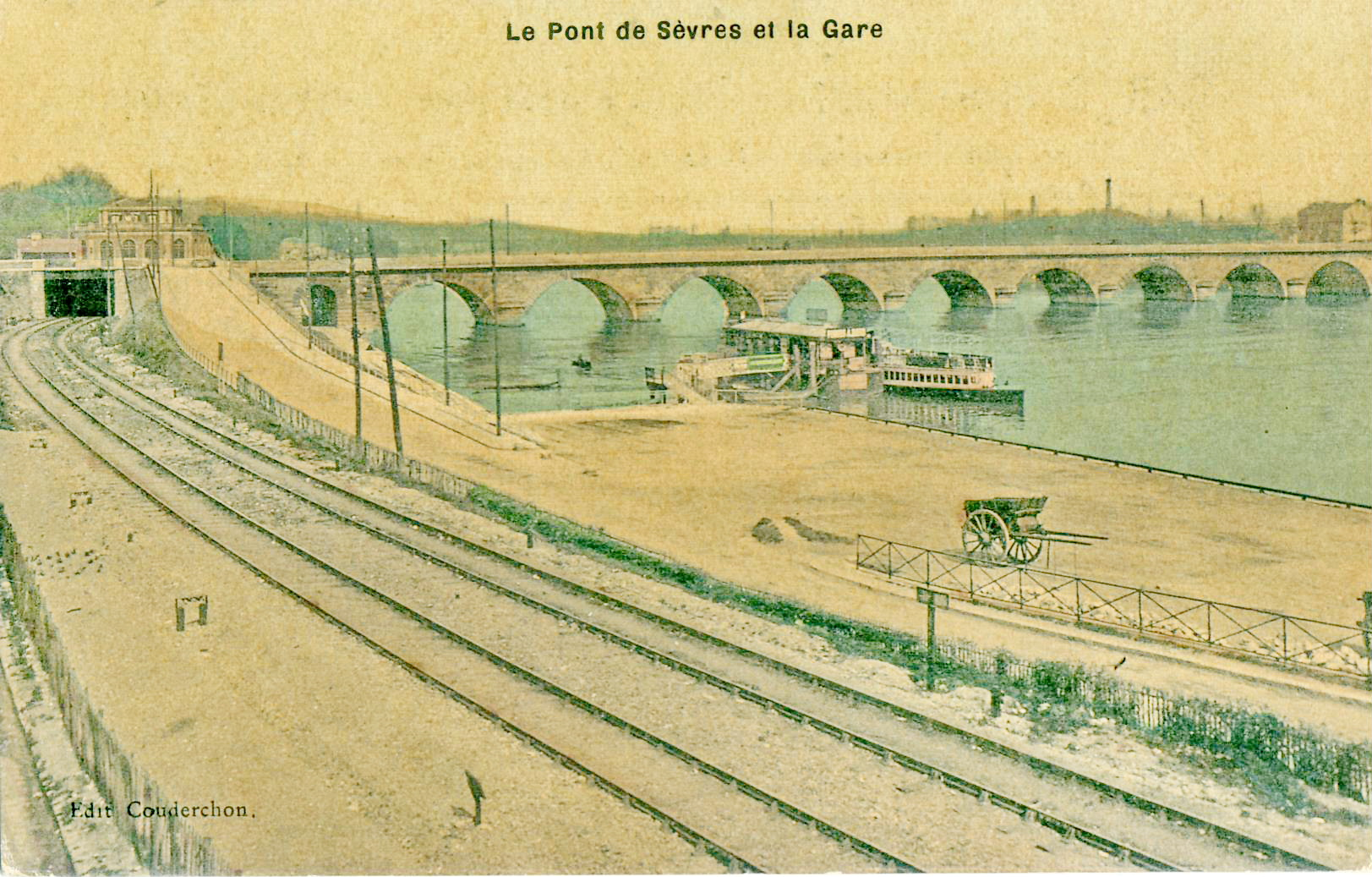
Vue de l'ancien Pont de Sèvres, au début du XXe siècle. On voit au premier plan la ligne des Moulineaux et la gare du Pont de Sèvres.
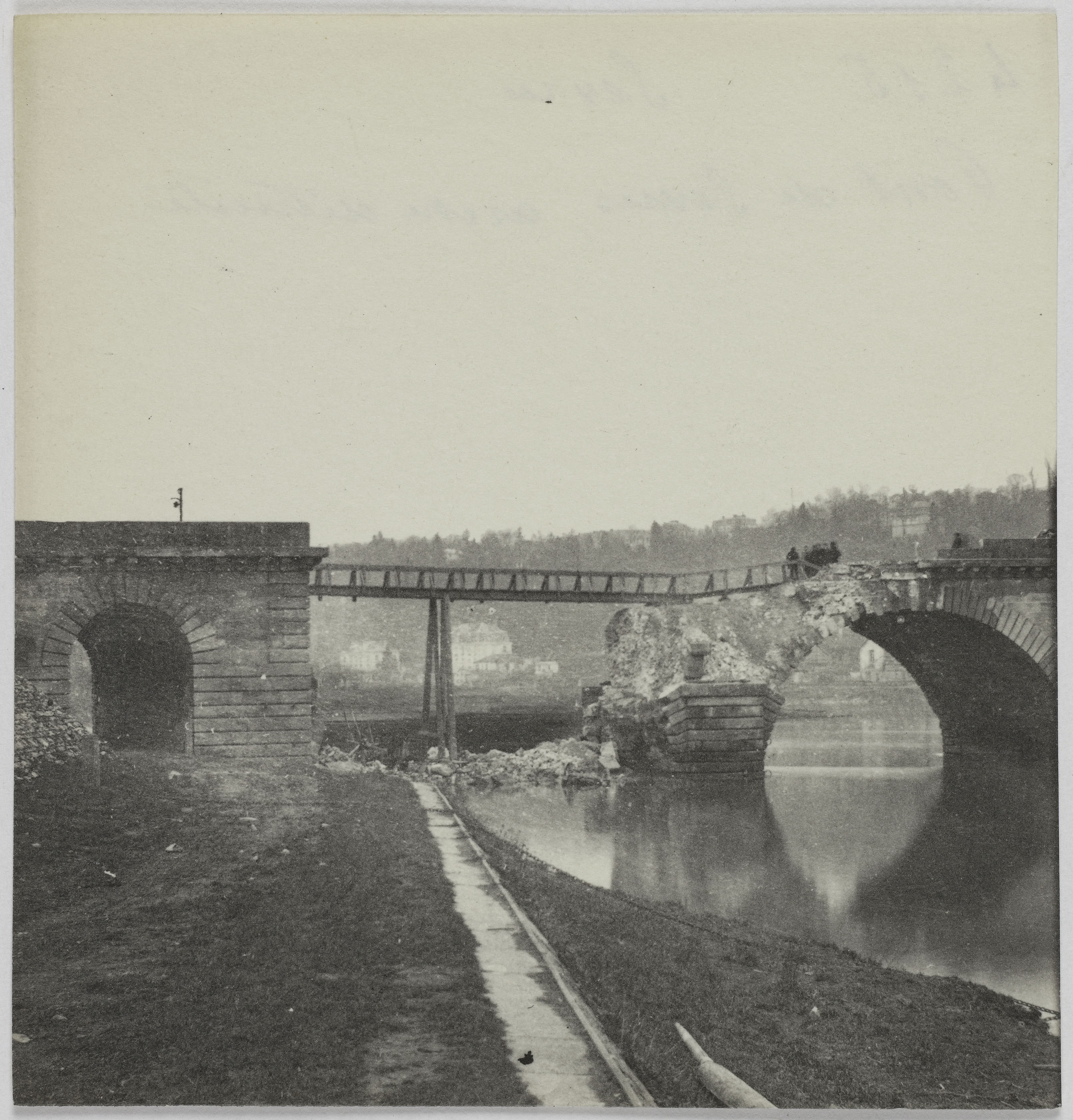
Arche détruite lors de la Commune de Paris. Photographie d'Hippolyte Blancard conservée au musée Carnavalet.

## Ouvrage actuel
Le pont, mis en service en 1963, est un pont-poutre réalisé avec des poutres en acier et des dalles en béton armé, long de 150 mètres et dont la portée principale est longue de 80 mètres.
Lors d'un comptage effectué en 2006 au moyen de compteurs à tubes, le trafic moyen journalier annuel s'élevait à 104 728 véhicules.
Il constitue l'origine de la route nationale 118 et permet le franchissement de la Seine par l'ancienne RN 10 (route d'Espagne).
Outre la Seine, il franchit également la RD 1 (voie sur berge - rive droite), la RD 7 (voie sur berge - Rive gauche) et la ligne 2 du tramway d'Île-de-France (ancienne voie ferrée connue sous le nom de « ligne des Moulineaux »).
En 2020, le Conseil départemental des Hauts-de-Seine qui en est devenu gestionnaire depuis le reclassement de cette portion en route départementale (RD 910) restaure le manteau amont et aval du pont pour en assurer un nouvel éclairage.
Après la piste cyclable créée sur le trottoir amont au début des années 2010, très peu empruntée et mal reliée aux rives, des pistes cyclables provisoires sont installées en juin 2020. Le pont se situe sur un des axes du Réseau Vélo Île-de-France (VIF) en cours de déploiement. Le carrefour sur la rive gauche devant la Manufacture de Sèvres fait l'objet de travaux pour créer une continuité cyclable, qui doivent se terminer en 2028.

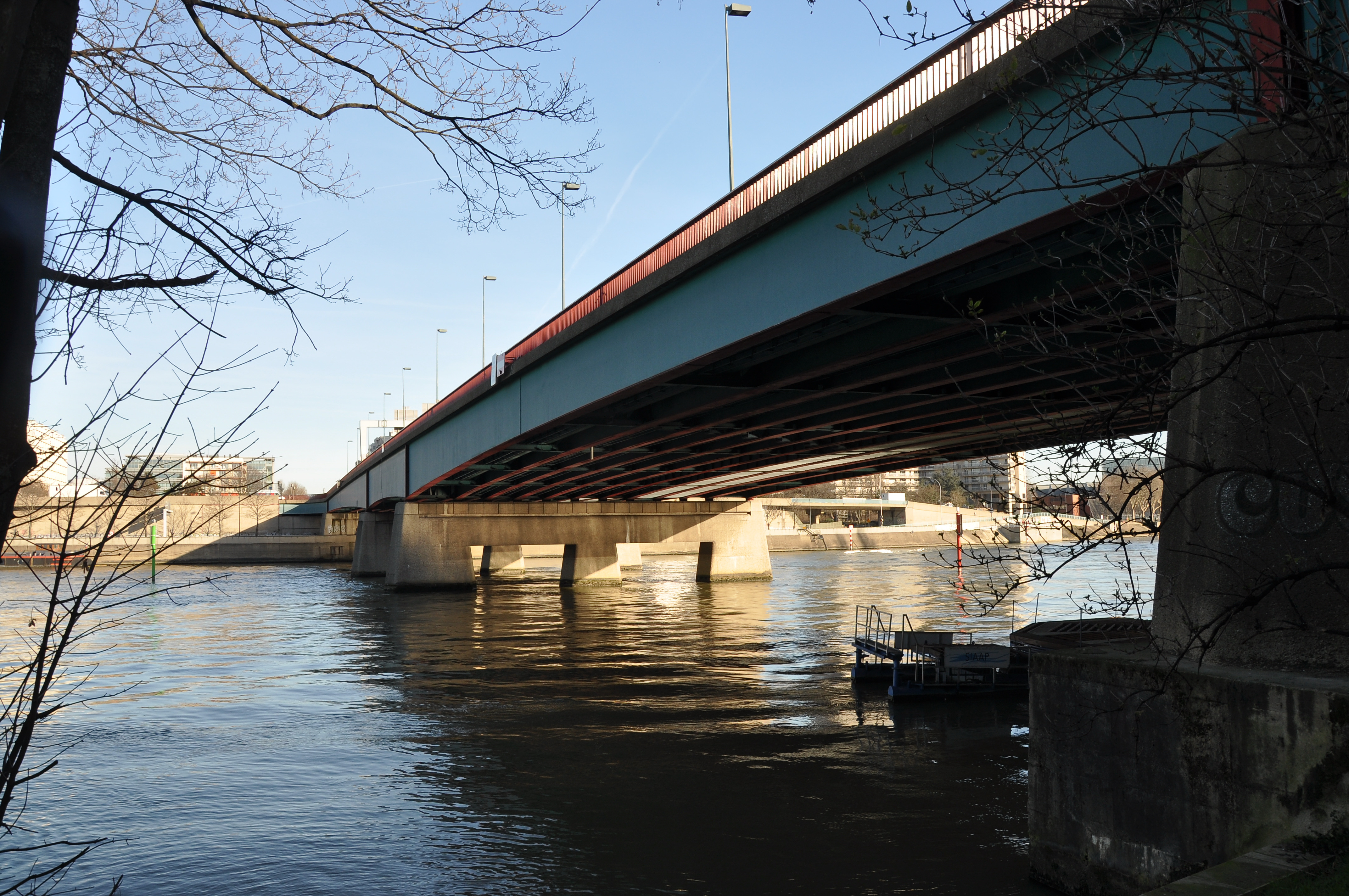
Vue du pont de côté aval.
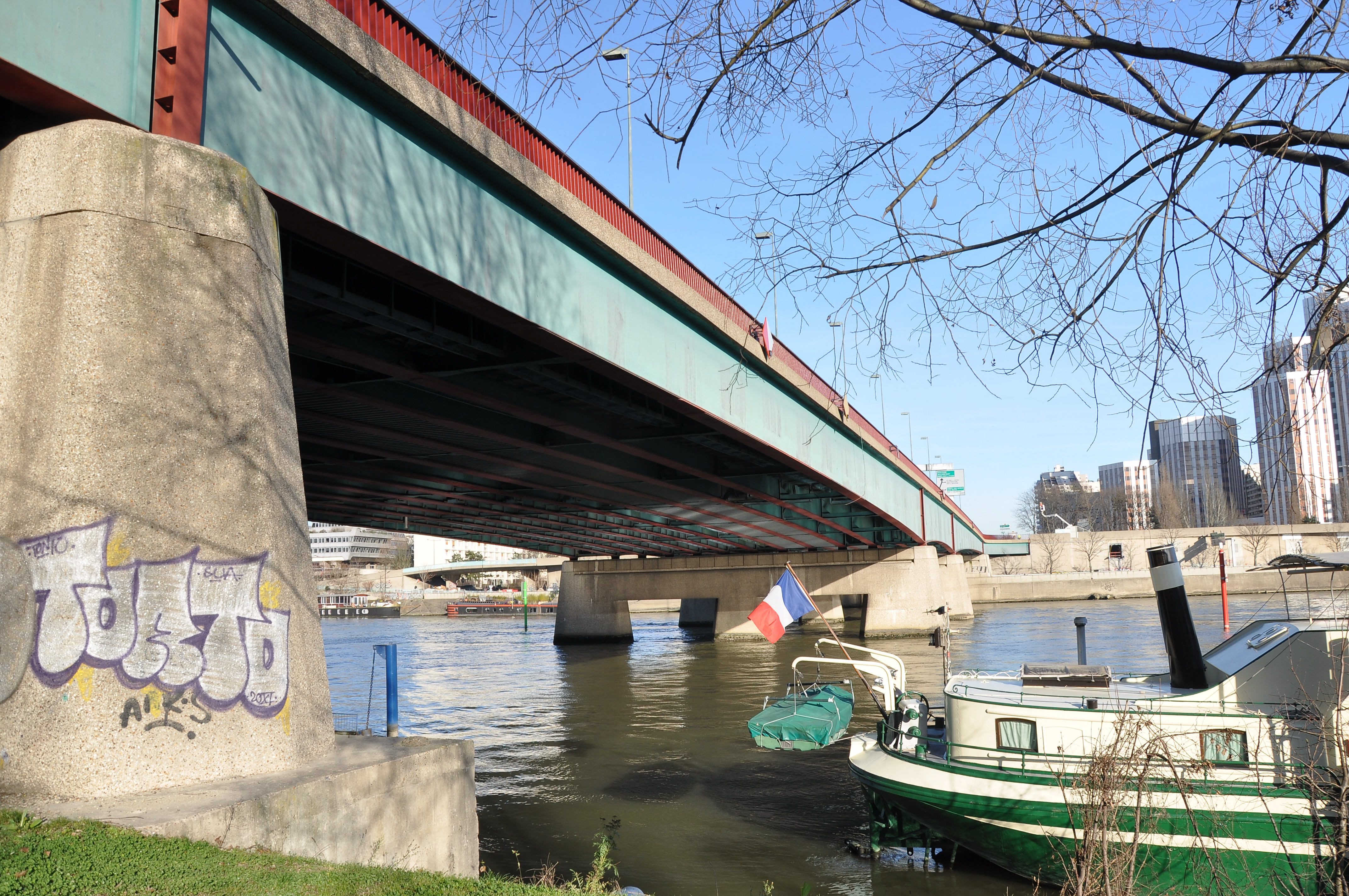
Vue du pont de côté amont.
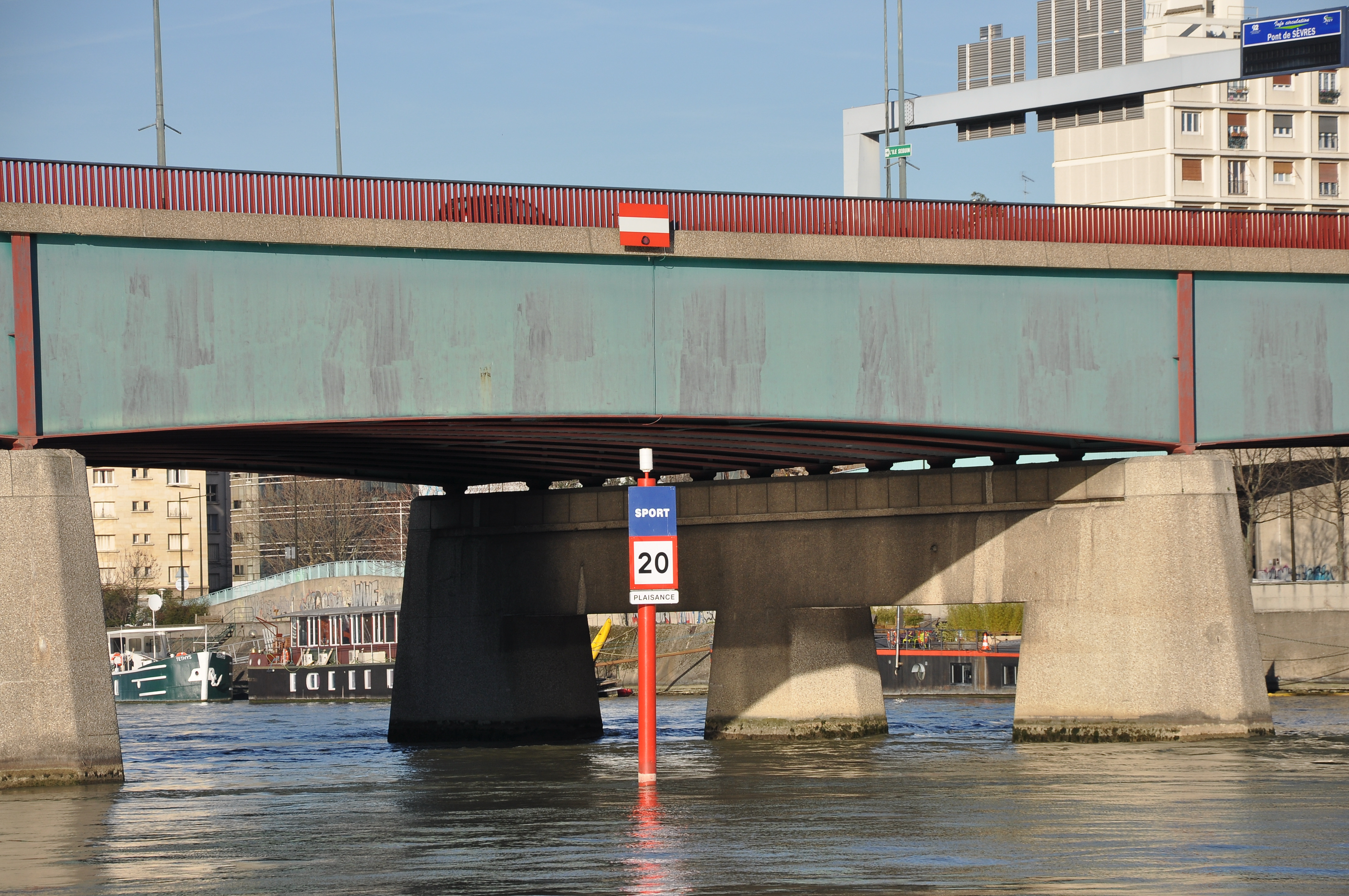
Fragment du pont.

## Dans les arts

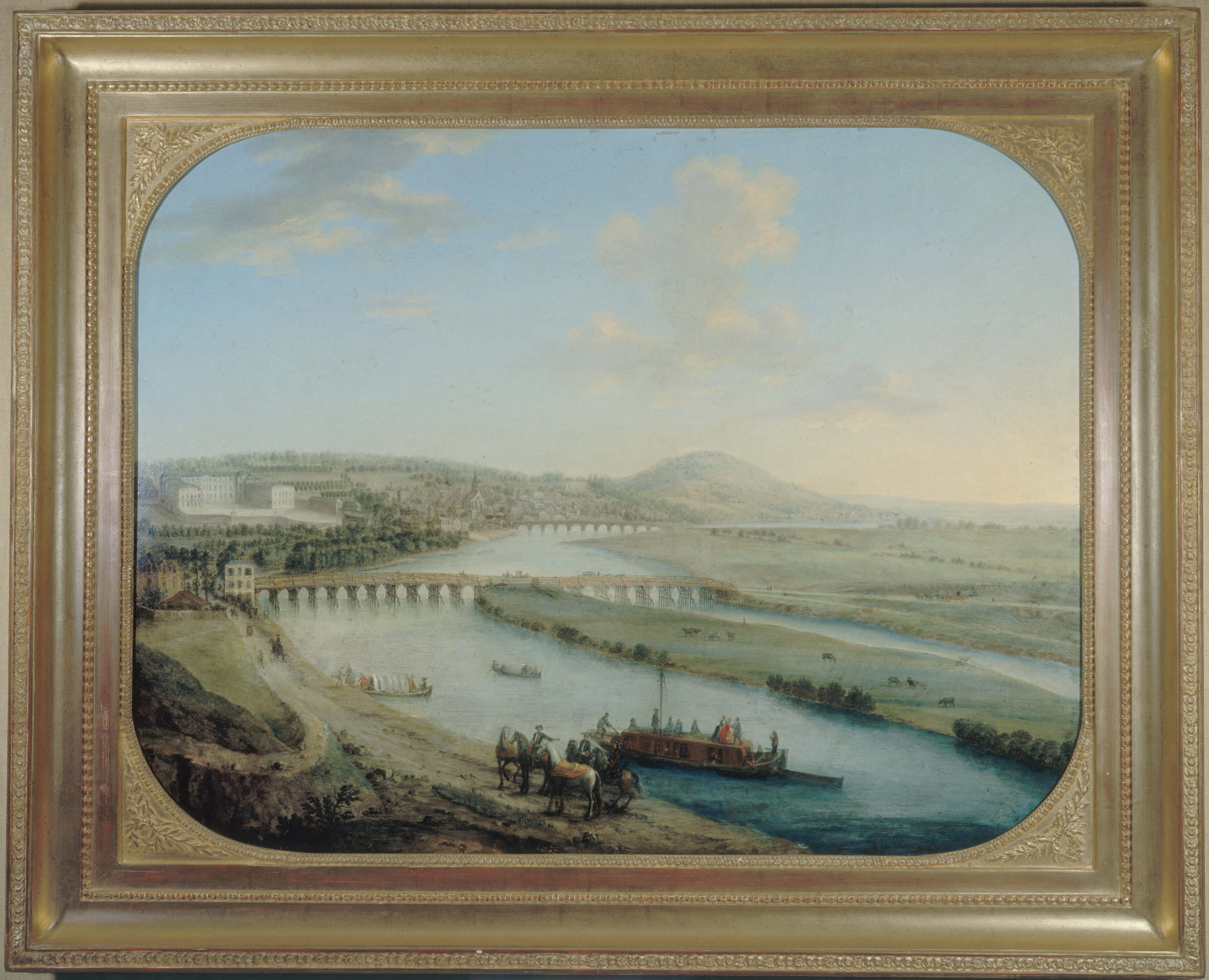
Charles-Léopold Grevenbroeck, L'Île Seguin, le pont de Sèvres et Saint-Cloud (1738).
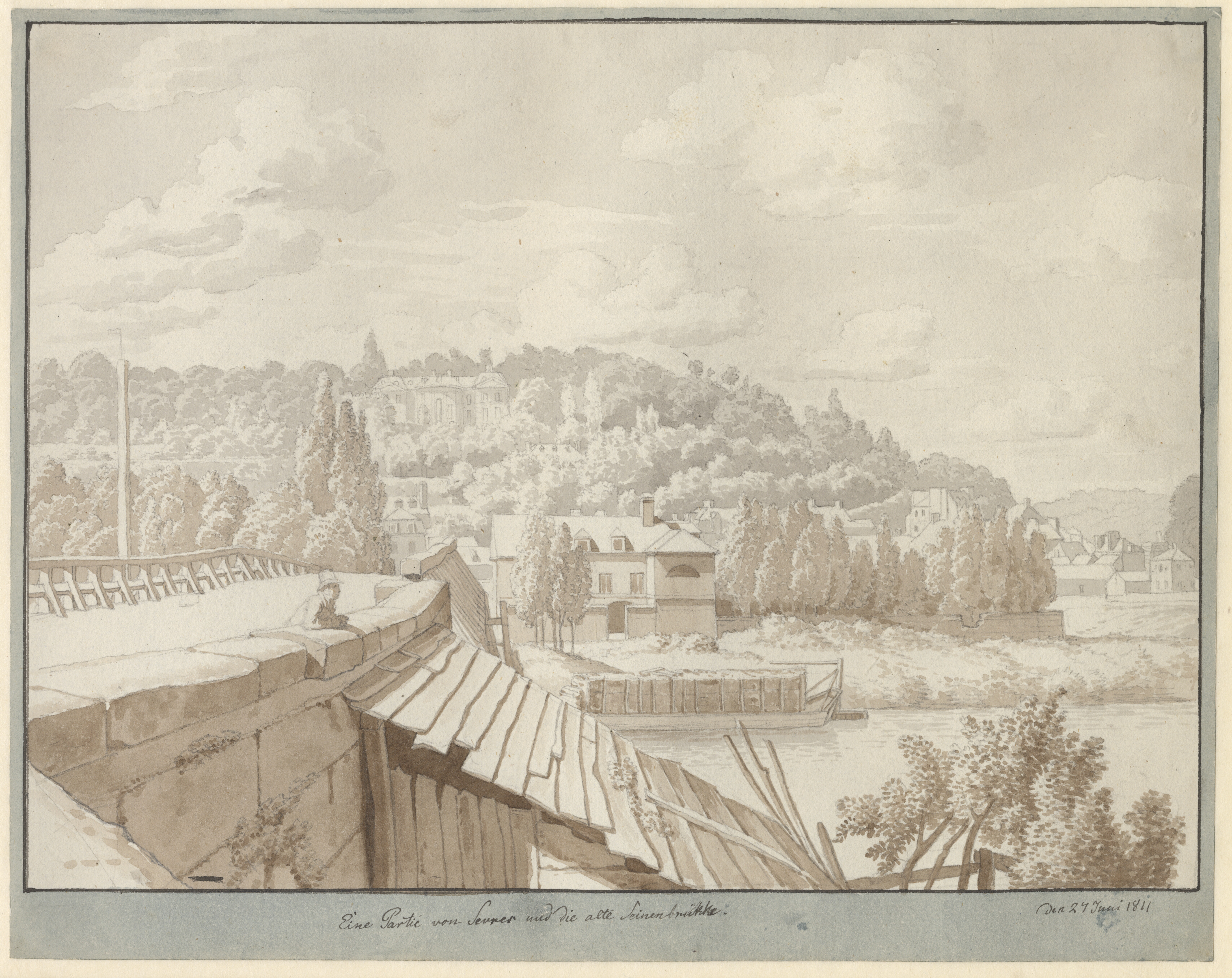
Christoffer Wilhelm Eckersberg, Vue depuis Sèvres du Vieux Pont de Seine avec le parc de Saint Cloud en arrière-plan (1811).
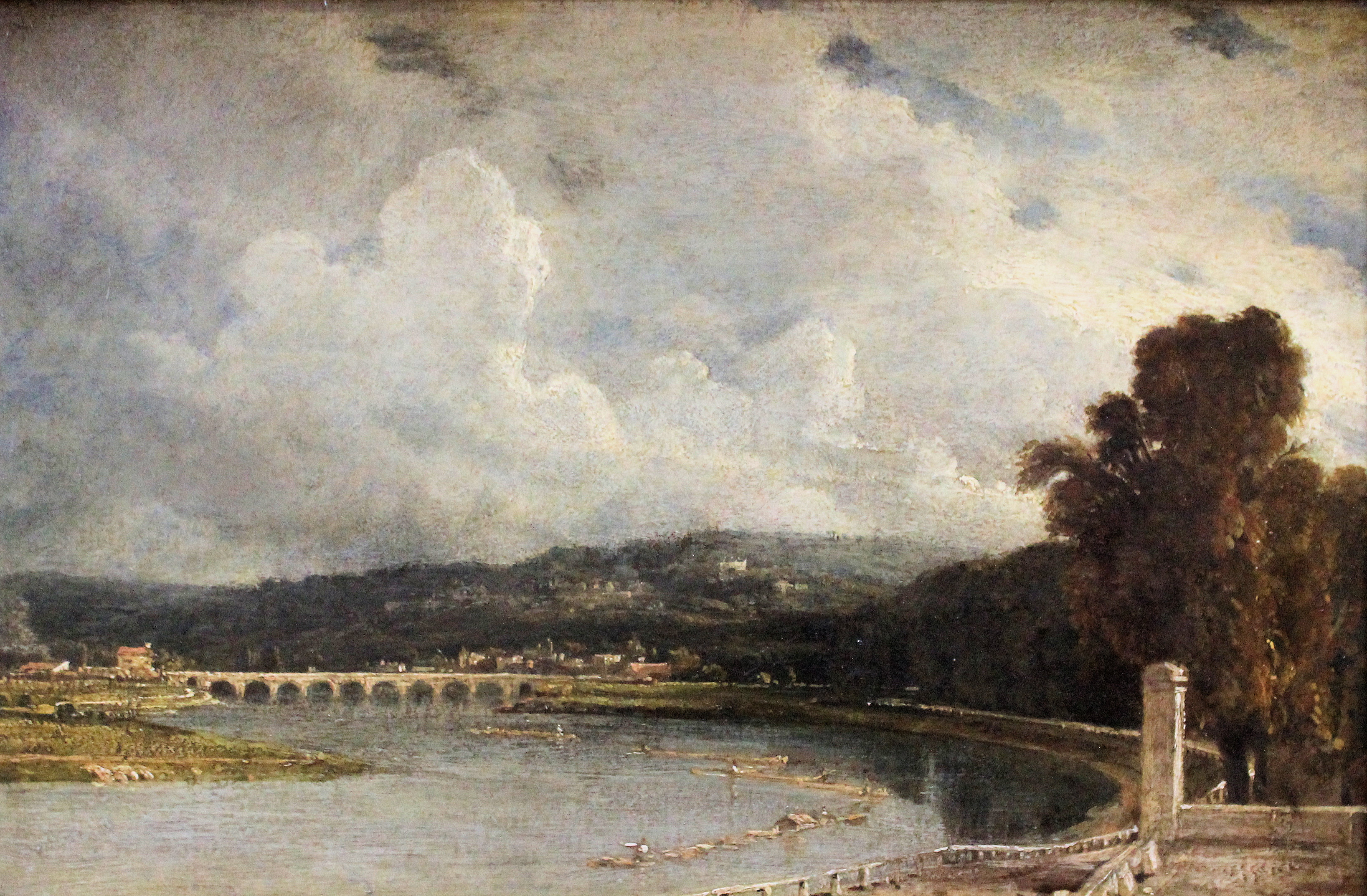
Samuel Reynolds, Le pont de Sèvres, vu des bords du parc de Saint-Cloud (vers 1830).
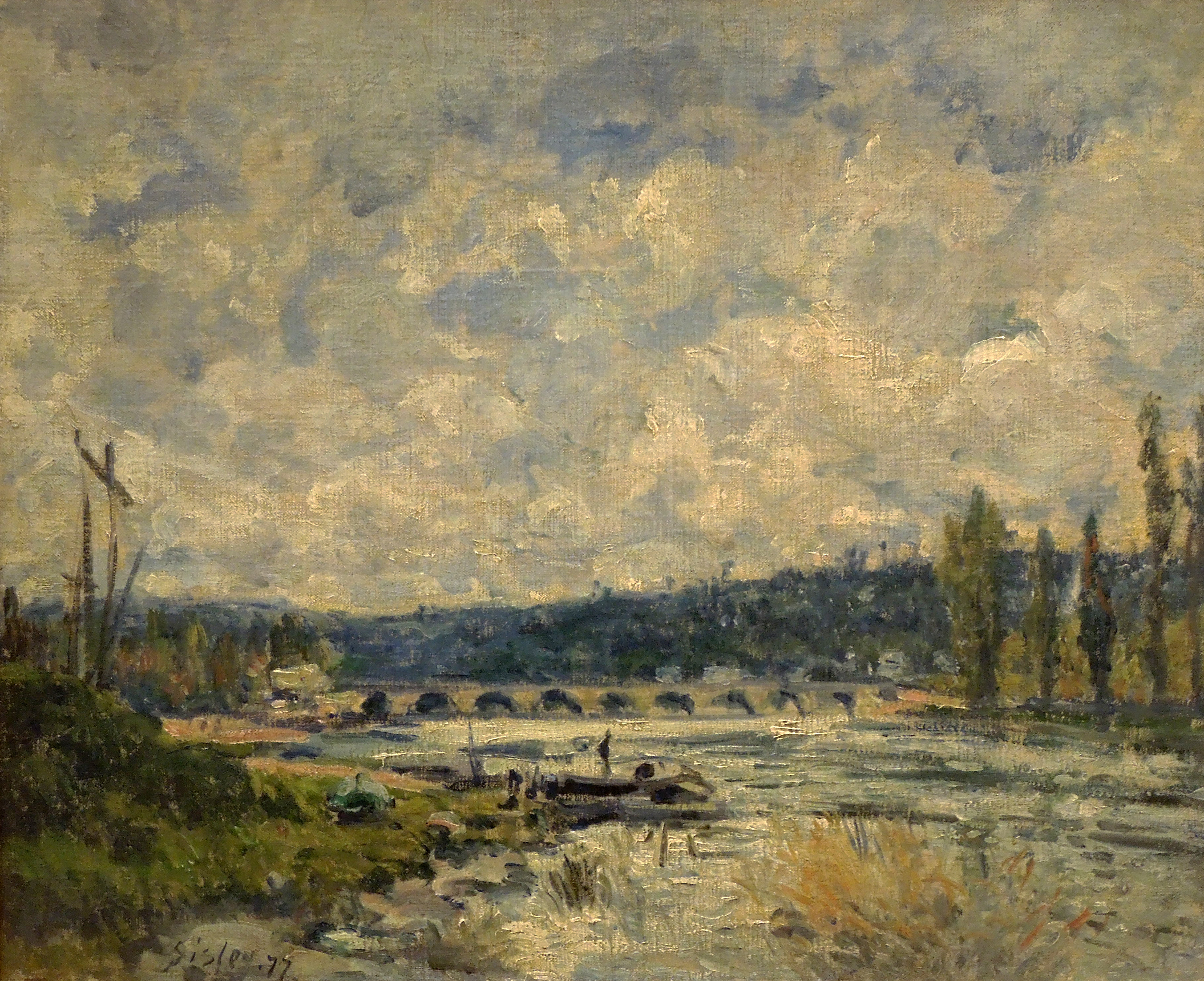
Alfred Sisley, Le Pont de Sèvres (1877).
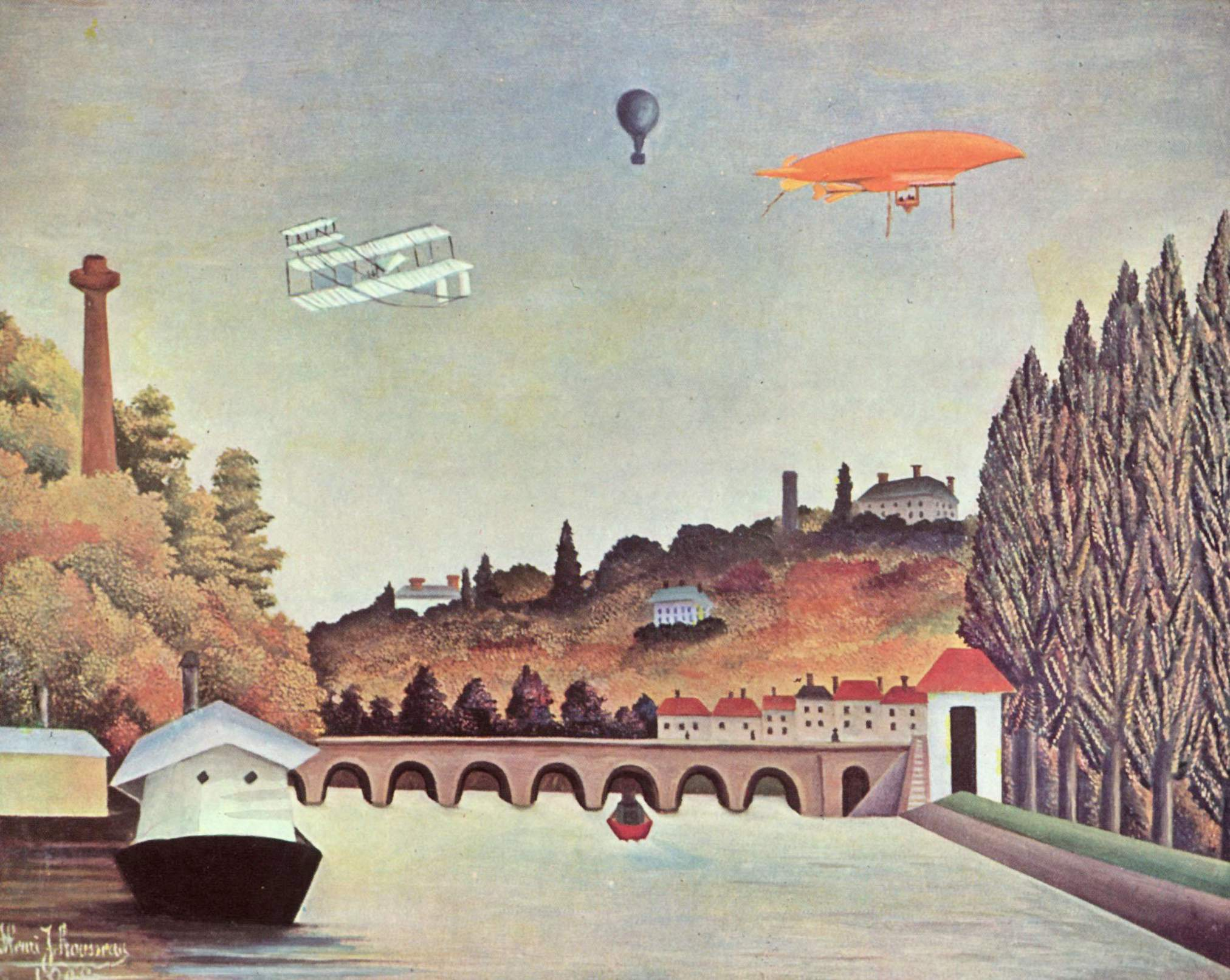
Douanier Rousseau : Vue du pont de Sèvres (1908).

## Vidéo
- « La construction du nouveau pont de Sèvres par Georges Peinchenier » [vidéo], sur ina.fr, 9 juillet 1960.